# Oleg Gazenko
Oleg Georgievich Gazenko (en ruso: Олег Георгиевич Газенко; Krai de Stávropol, Unión Soviética; 12 de diciembre de 1918-Moscú, Rusia; 17 de noviembre de 2007) fue un científico ruso, exdirector del Instituto de Problemas Biomédicos en Moscú y asesor del director actual del Instituto. Fue uno de los principales científicos que participaron en el programa soviético de animales en el espacio. Seleccionó y entrenó a Laika, la perra que tripuló el Sputnik 2.
Estuvo involucrado con la investigación espacial desde finales de la década de 1950. Fue el iniciador del programa Cosmos para primates, que ha tenido gran éxito desde su fundación en 1979.
- Datos: Q2665184